# Glaucoma facolítico
El glaucoma facolitico en un tipo de glaucoma agudo  secundario  que se produce en casos de cataratas muy maduras que no han sido intervenidas quirúrgicamente,  por lo que se da principalmente en países no desarrollados en los cuales la operación de catarata se realiza tardíamente.
Se produce como consecuencia del paso de proteínas solubles del cristalino al humor acuoso, donde acaban por bloquear la red trabecular e impiden la reabsorción del humor acuoso, lo que ocasiona una elevación de la presión intraocular que desencadena el glaucoma.
Los síntomas más comunes consisten en la aparición brusca de dolor y enrojecimiento en el ojo de un paciente que presenta desde hace meses o años pérdida progresiva de visión.
Durante la exploración oftalmológica se observa  un ángulo iridocorneal amplio, una catarata hipermadura  (muy evolucionada)  y a veces partículas blanquecinas flotando en la cámara anterior del ojo.
El glaucoma facolítico se considera una urgencia,  el tratamiento recomendado es disminuir la presión intraocular con fármacos y a continuación operar la catarata, previa limpieza del material proteico depositado en el polo anterior del ojo.